# Захарія Ярошинський
Захарія Ярошинський (пол. Zachariasz Jaroszyński) гербу власного (1700 — 13 жовтня 1774, Тиврів; похований у Куні) — польський шляхтич, консиліяр Барської конфедерації.

## Життєпис
Батько — брацлавський підкоморій Йоахим Павел Ярошинський, мати — Боґуміла з Пясецьких. Захарія навчався в єзуїтів в Острогу. 
Посади: дмитрівський староста з 1759, вінницький мечник (1736) та підстолій (1750). Посол на сейму від Брацлавського воєводства 1760 року. У 1742, 1746 роках — депутат Коронного трибуналу. 16 грудня 1768 підписав неформальний польсько-турецько-татарський мир.
Був власником значної земельної «фортуни» (маєтності у Волинському, Брацлавському, Київському воєводствах). Фундатор Палацу Ярошинських у Тиврові, костелу капуцинів у Куні.
Дружина — Маріанна зі Щеньовських, мали 6 синів: Миколая, Іґнація, Гіполита, Антонія, Вінцентія, Чеслава, доньку Гонорату.